# Ethnische Medien
Ethnische Medien oder genuine Ethnomedien (englisch ethnic minority media) sind Massenmedien, 
- die sich inhaltlich überwiegend an die Mitglieder von ethnischen Minderheiten richten (Zielgruppe),
- überwiegend von Mitgliedern der ethnischen Minderheit (minority journalists) produziert werden (Produktion) und
- von ethnischen Minderheiten herausgegeben und kontrolliert werden (Kontrolle, Besitz).[1]

Ein weiteres Kriterium für ein idealtypisches ethnisches Medium ist, dass es sich wirtschaftlich selbst erhält, das heißt, dass es als Geschäftsmodell funktioniert. Wird ein Medium zwar von ethnischen Minderheiten für ethnische Minderheiten produziert und herausgegeben, ist aber überwiegend von einem Geldgeber der Mehrheitsgesellschaft abhängig, dann verliert es dadurch die publizistische Unabhängigkeit und wird aus wissenschaftlicher Sicht nicht mehr als klassisches Ethnomedium, sondern als „Schein-Ethnomedium“ oder „Fake-Ethnomedium“ bezeichnet. 
Neben idealtypischen genuinen Ethnomedien gibt es auch Auslandsmedien mit „Ethno-Anteil“ (Hybridformen), die ihre Inhalte, meist einige Seiten, für gewisse Regionen der Erde oder einzelne Länder adaptieren. So hat beispielsweise die türkische Tageszeitung Hürriyet einen Europateil oder die serbische Tageszeitung Kurir spezielle Österreich-Seiten. 
Einzelne Fernsehserien in Mehrheitsmedien sind aus kommunikationswissenschaftlicher Sicht keine eigenen (Ethno-)Medien, wie beispielsweise in Deutschland: Türkisch für Anfänger, in Österreich Tschuschenpower, Mitten im 8-ten, oder einzelne Radiosendungen, die von Zuwanderern für Zuwanderer produziert werden, oder einzelne Rubriken in Printmedien, Sonder- oder Themenseiten oder Seiten, die von Migranten gestaltet werden, wie die wöchentliche „Migrantenseite“ in der Tageszeitung Die Presse. Es handelt sich dabei nur um Ethno-Anteile in Mainstream-Medien.